# Exèrcit de Terra iraquià
L'exèrcit de terra és el component terrestre de les Forces Armades Iraquianes, és actiu des de la seva formació pels britànics durant el seu mandat al país després de la Primera Guerra Mundial. Actualment, la seva funció és assumir la responsabilitat de totes les operacions terrestres a l'Iraq. Després de la invasió del país, al 2003 es va reconstruir l'exèrcit d'acord amb la doctrina de l'exèrcit americà, i va rebre una gran quantitat d'ajuda d'aquest país, a tots els nivells. A causa de les accions de la insurgència iraquiana, des de 2006 l'exèrcit iraquià és designat com una força de contrainsurgència durant un període indefinit, fins que la força d'aquesta insurgència es redueixi a un nivell que pugui ser combatut per la Policia, aleshores, l'Exèrcit es sotmetrà a un pla de modernització que inclourà la compra d'equip més avançat.

## Entrenament

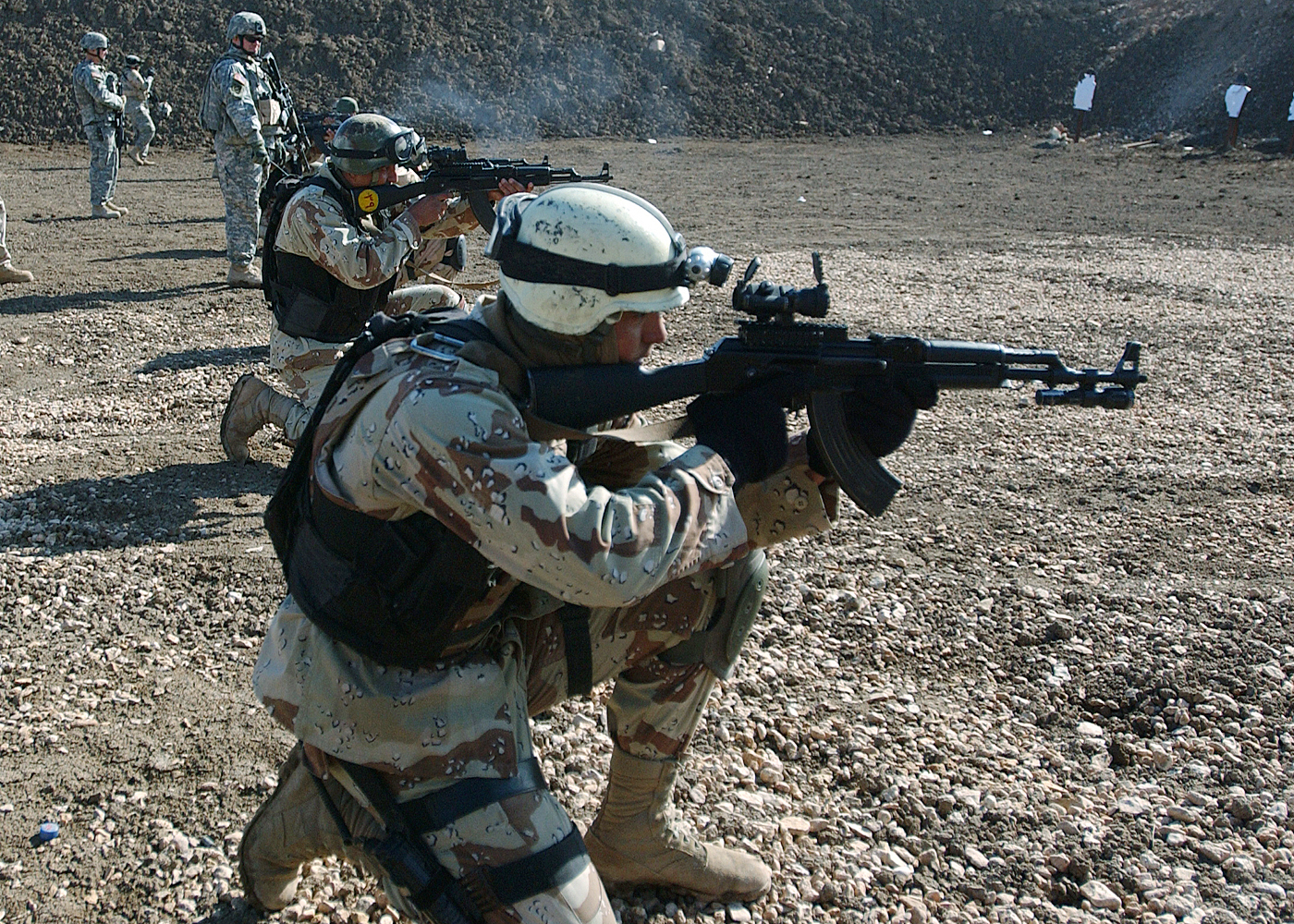
Soldats iraquians efectuen exercicis amb foc real.

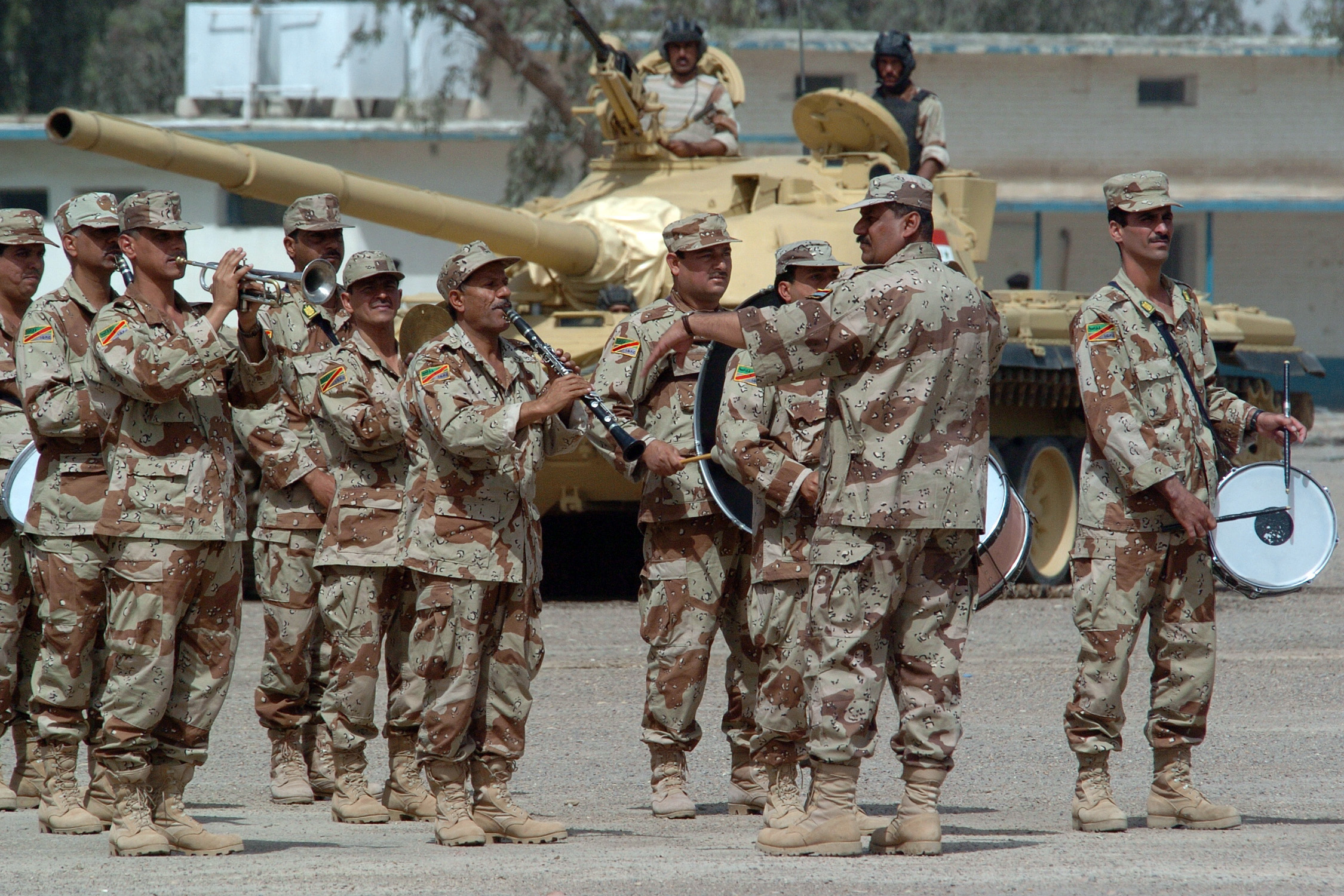
La banda marcial de l'Exèrcit Iraquià tocant, maig de 2006.

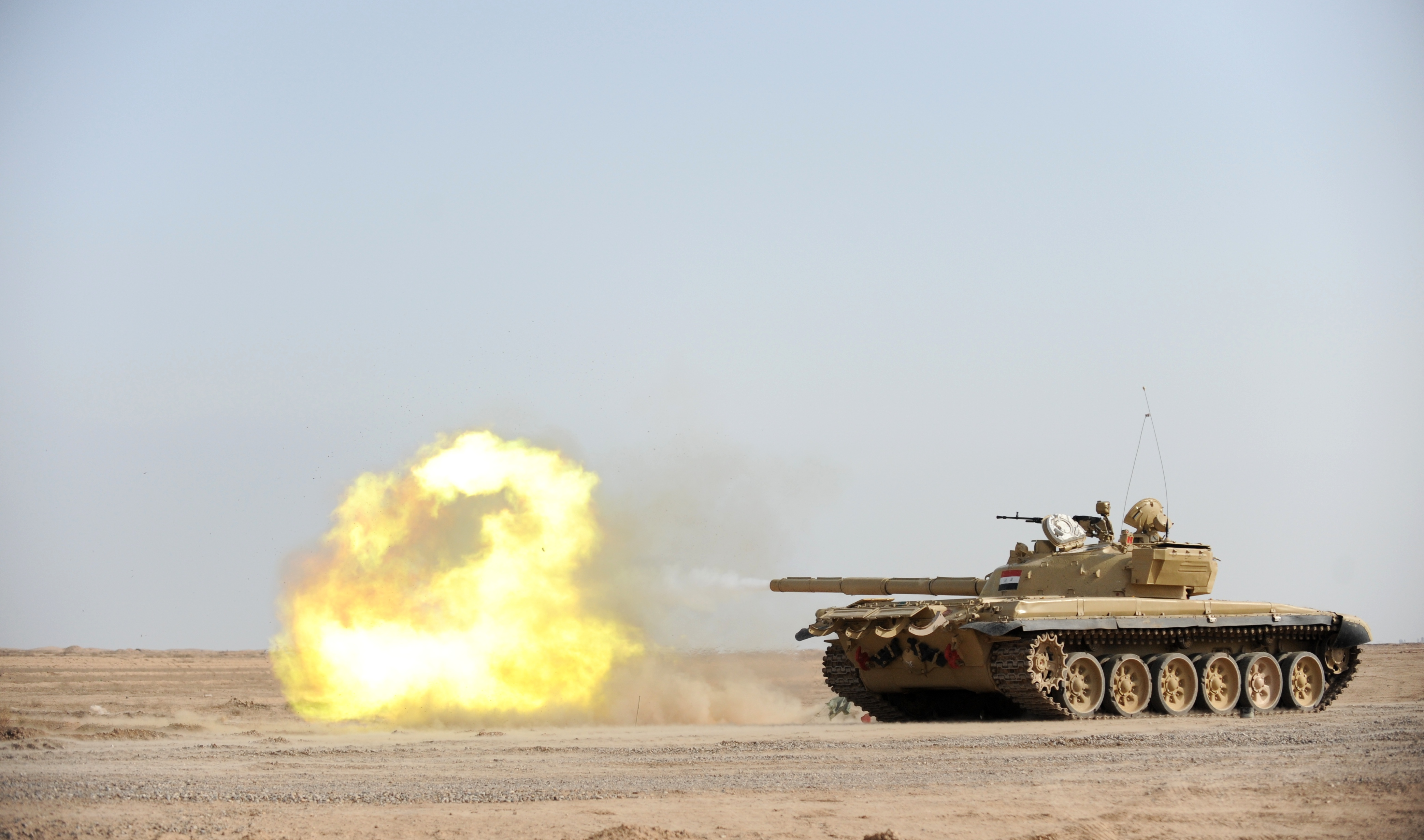
Un tanc T-72 demostra el seu poder de foc durant un exercici d'entrenament al Camp d'Artilleria de Besmaya, en Besmaya, Bagdad, el 28 d'octubre de 2008.

### Reclutament
En el nou ordre militar iraquià hi ha actualment tres nivells d'instrucció: primer, segon, i tercer nivell. Els components del primer nivell són aquells que han completat el seu entrenament bàsic, els del nivell dos són els reclutes que estan capacitats per a fer tasques al costat dels soldats amb més experiència i / o soldats de les tropes nord-americanes, i el tercer nivell són les tropes capacitades per ser autosuficients en operacions militars.
Els membres de la Missió d'entrenament de l'OTAN a l'Iraq, van obrir una acadèmia d'Instrucció per als esquadrons a la base d'Al-Rustamiyah a Bagdad el 27 de setembre de 2005, amb la participació de 300 entrenadors i capacitadors. Les bases per a l'entrenament eren administrades per tropes de Noruega, Itàlia, Alemanya, Jordània, Egipte, i alguns dels 16 països de l'OTAN que van cedir les seves forces per als programes d'entrenament.

### Força Multinacional
La Força Multinacional a l'Iraq aglutina una varietat de programes d'entrenament tant per a reclutes com per als cossos de suboficials i d'oficials, els quals inclouen programes d'instrucció en les àrees de medicina, enginyers, logística, intendència i policia militar. Més enllà dels diferents cursos d'instrucció i dels programes d'ajuda a l'Iraq, el comandament nord-americà, les escoles de suboficials, i les acadèmies militars han començat a incorporar membres iraquians en els seus cursos, que posteriorment són allistats en els programes acadèmics de l'Acadèmia Militar de l'Exèrcit dels Estats Units i l'Acadèmia de la Força Aèria dels Estats Units.

### Cursos
Els reclutes de l'exèrcit iraquià duen a terme un entrenament bàsic d'una durada de vuit setmanes.
En aquest curs d'entrenament s'inclouen habilitats bàsiques de combat com són supervivència, ús i tir amb armes i tàctiques individuals. Els que van servir anteriorment a l'exèrcit de Saddam Hussein són elegibles per a un entrenament, però aquest entrenament és molt més reduït, i té una durada de tres setmanes en el marc del programa de "Reemplaçament i Reclutament Directe", aquest curs que es va dissenyar per reemplaçar l'entrenament bàsic regular per un entrenament especialitzat. Un cop realitzat són destinats de forma efectiva a unitats de combat.
Espanya enviarà a 300 militars per entrenar a les Forces iraquianes.
Els soldats, després de finalitzar aquests curs, poden ser inscrits en escoles de capacitació més específiques i / o avançades per ser assignats després a camps i / o a tasques especials. En aquesta classe de capacitació s'involucren les escoles d'Intel·ligència Militar, l'Escola de Senyals (comunicacions), l'Escola de Recuperació d'Explosius i disposició d'artefactes explosius, l'Escola de Combats i la seva branca d'Armes, l'Escola d'Enginyers Militars i l'escola de Policia Militar.

### Unitats de transició militar
Tots els batallons i unitats del Nou Exèrcit de l'Iraq estan coordinats amb les unitats de transició militar creades pels Estats Units d'acord amb el pla estratègic per la victòria a l'Iraq. Els comandaments nord-americans coordinaven les seves accions amb les tropes locals en les àrees d'intel·ligència, comunicacions, suport d'artilleria, logística i tàctiques d'infanteria. Les operacions a gran escala es duen a terme en conjunt amb les unitats nord-americanes. Aquest entrenament i suport operacional s'esperava que permetés als batallons iraquians poder ser auto-sostenibles tàctica, operacional i logísticament, posteriorment aquestes unitats esdevindrien capaces i estarien preparades per prendre la responsabilitat en el futur de les seves pròpies directrius i ordres de combat.

### Assessors
El març de 2007 el Departament de Defensa dels Estats Units va informar que un total de 6.000 assessors estaven destacats a més de 480 equips, on les unitats nord-americanes ja estaven integrades juntament amb unitats iraquianes. Però a l'abril del mateix any, el servei d'investigació del congrés dels Estats Units, va informar que la xifra era de 4.000 efectius de les forces nord-americanes dins de les unitats de la milícia iraquiana. L'analista nord-americà Andrew Krepinevich va argumentar que els dotze assessors nord-americans disposats per cada Batalló iraquià actualment assignats, eren amb prou feines suficients per implementar eficientment en un batalló iraquià mitjà (prop de 500 homes) els programes d'assessoria i de suport en operativitat i combat. Krepinevich argumentava també que els oficials nord-americans allà assignats per tal d'obtenir un ascens evitaven tota responsabilitat en la presa de decisions de forma efectiva durant la seva estada en el destacament com assessors, al nomenar a oficials iraquians que havien servit en tasques de combat conjuntes.

## Equipament

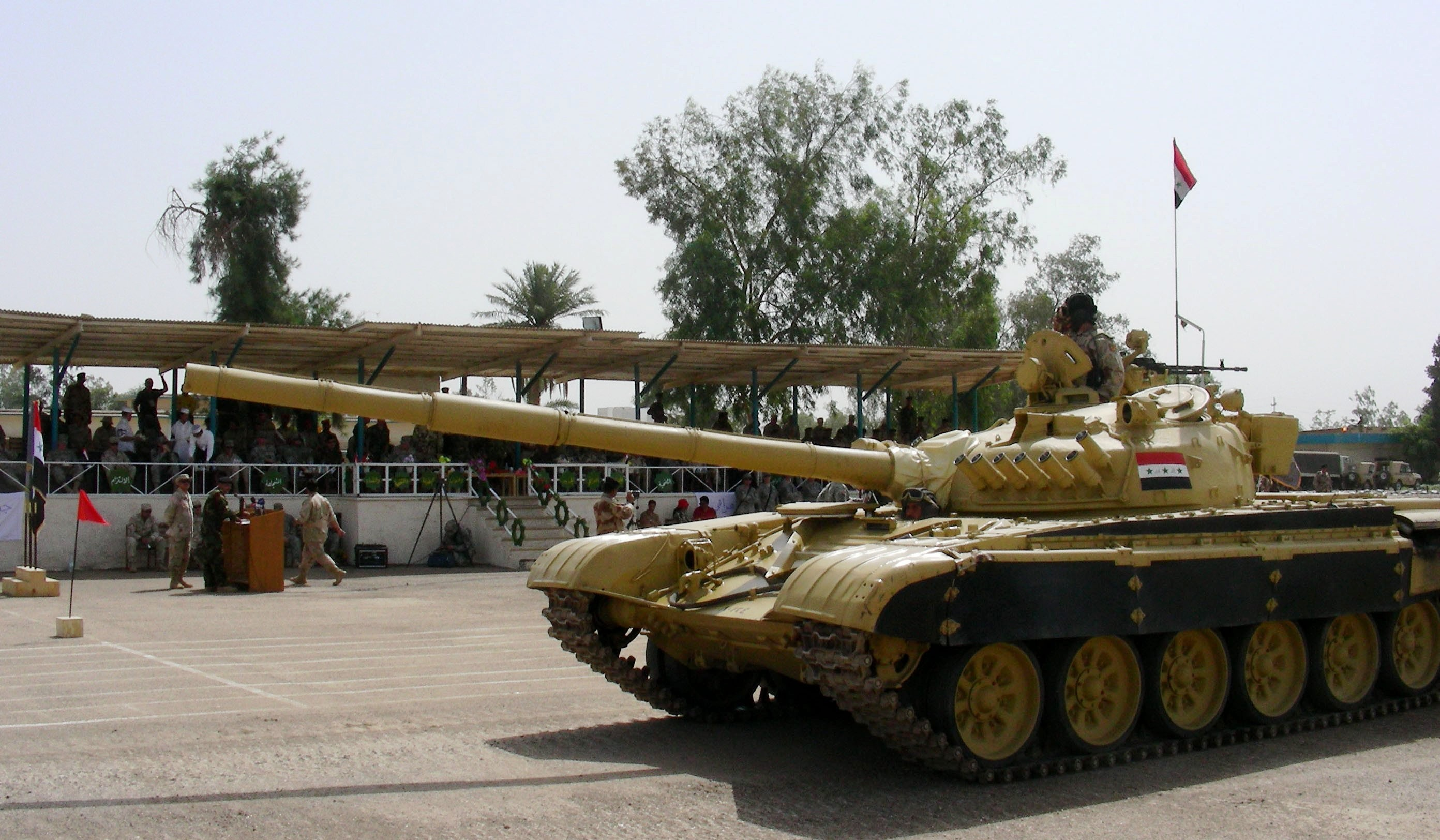
Un T-72 iraquià en una revista cerimonial realitzada per la 2a Brigada iraquiana, maig de 2006.

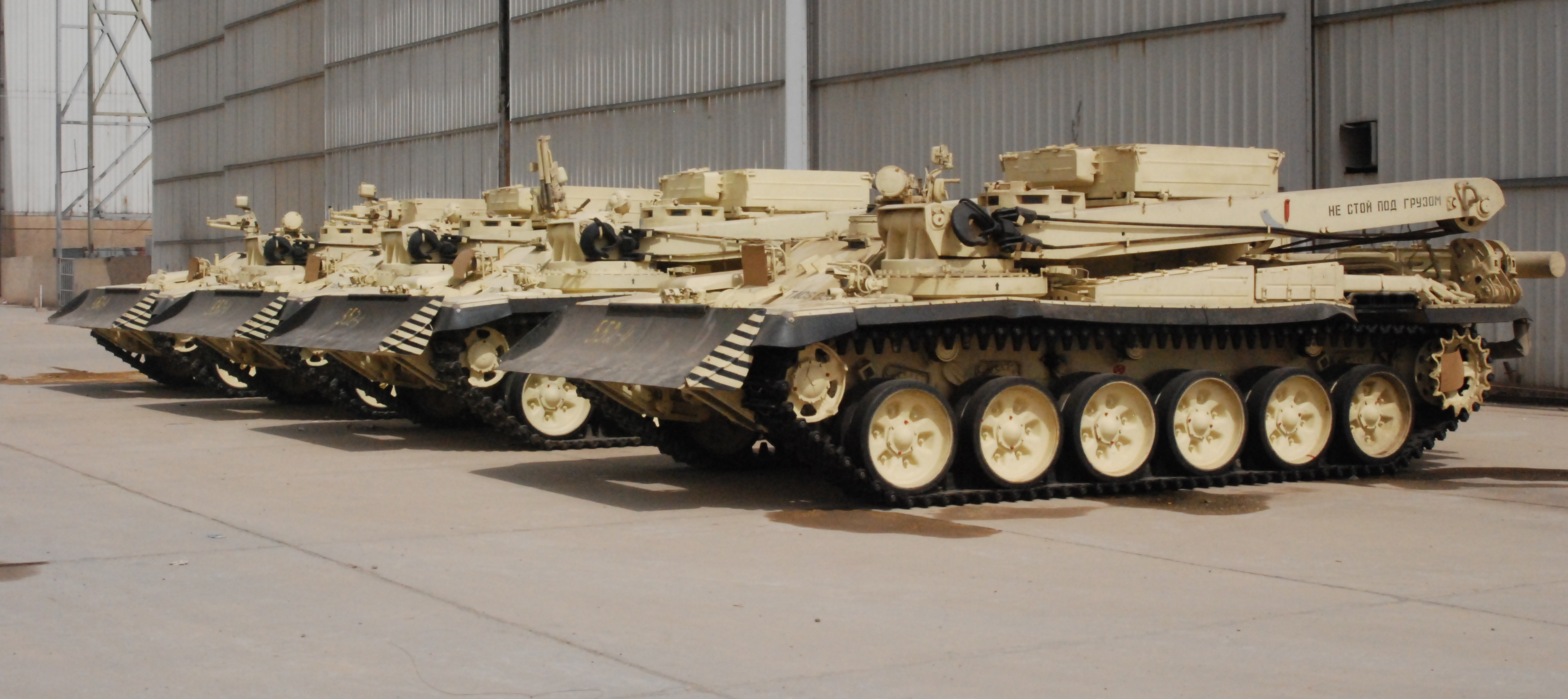
Vehicles de recuperació blindats iraquians.

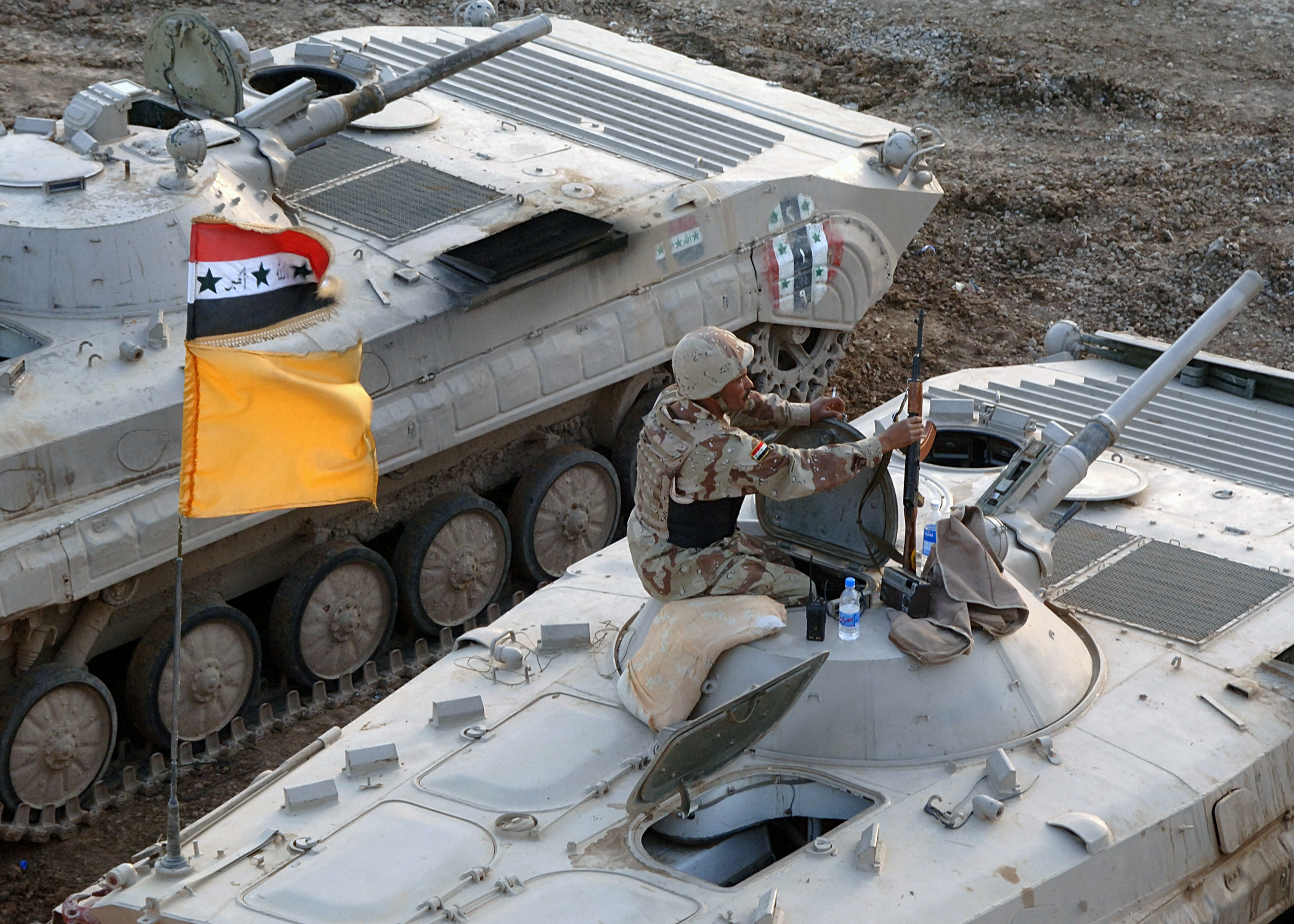
Dos BMP-1 iraquians en un lloc de control de la coalició a Tarmiya, a l'Iraq, el 25 de juny del 2006.

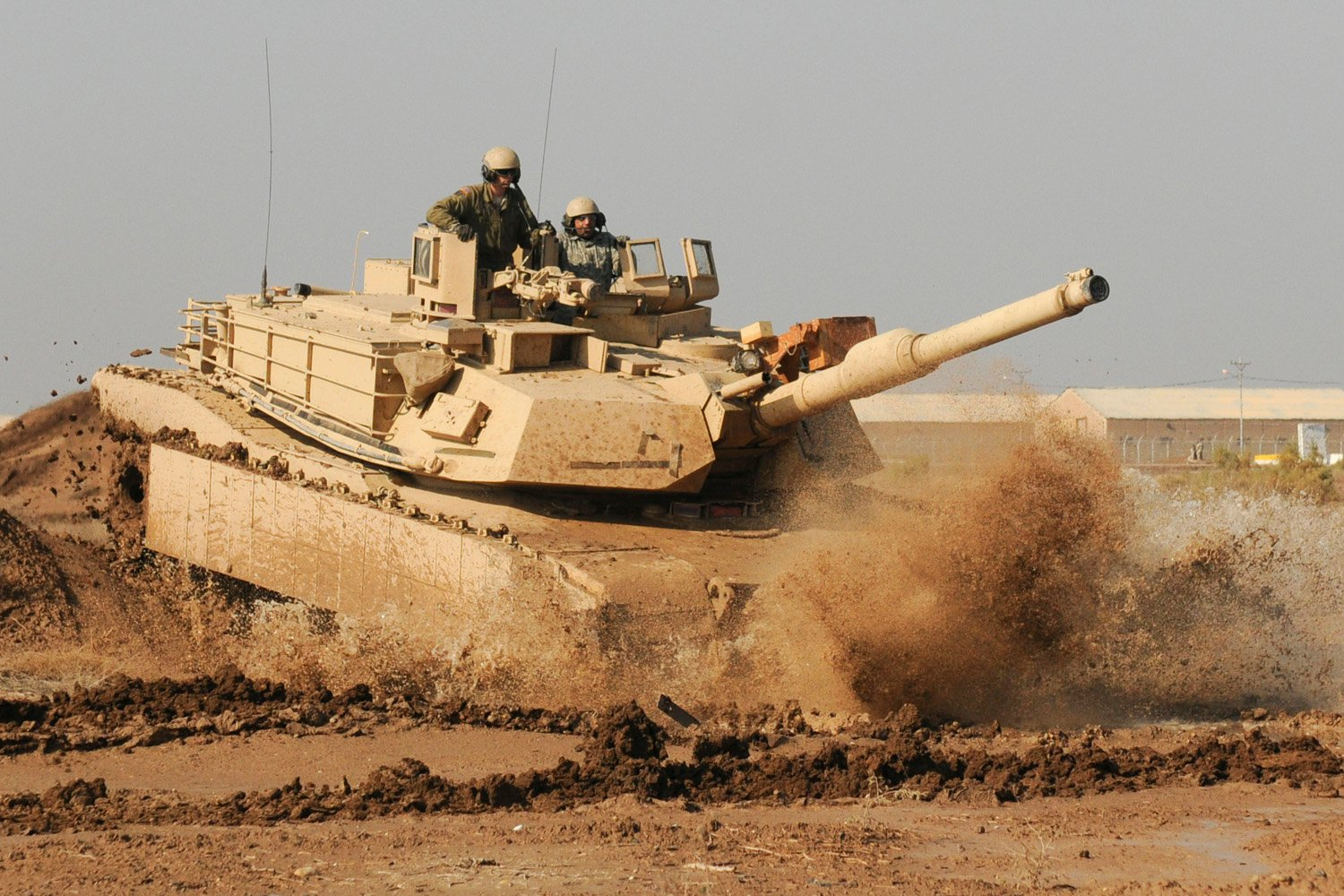
Unitats de tanquistes iraquians entrenant en un M1A1

Virtualment, tot el parc blindat en ús per part de l'Exèrcit Iraquià va ser destruït per les forces de la coalició multinacional durant l'última invasió. Tan sols quatre carros de combat Tipus 59 van ser recuperats a al-Muqdadiyah i ara estan en servei amb la 1a Divisió mecanitzada.
El 25 de maig de 2004, el Comando de l'Exèrcit dels Estats Units per al material rodant i Armaments (TACOM, per les sigles en anglès), es pronuncià dient a la premsa que havia signat un contracte per actualitzar el parc de blindats i altres transports de tropa amb el consorci Anham Joint Venture a canvi de procurar el material i equips necessaris per a un mínim de 15, i fins a un màxim de 35 batallons. El mínim contractat serà despatxat immediatament i les ordres posteriors serien disposades fins a completar el màxim de 35 batallons equipats per a setembre de 2006, fins que la primera comanda sigui totalment entregada.
El maig del 2005, Hongria va accedir a donar 77 tancs T-72 a l'Exèrcit Iraquià, i en l'acord se'n va preveure fins i tot l'actualització, encomanada a la signatura Defense Solutions; per tal de posar els tancs en estat operacional, en un negoci estimat en 4,5 milions de dòlars. Després de rebre el gir del pagament corresponent per part del govern iraquià, la 9a Divisió de Mitjans Mecanitzats va rebre els tancs a la base militar de Taji el 8 novembre 2005.

### Ajuda militar
El 19 de juliol de 2005, els Emirats Àrabs Units van obtenir l'aprovació per a la compra de 180 Transports Blindats de Personal M113 en bon estat, provinents de Suïssa, amb la intenció de transferir-los a l'Iraq com un obsequi. A causa de les pressions de l'entorn polític domèstic i a la forta oposició, Suïssa va congelar la venda per evitar que es pogués trencar la llarga tradició de neutralitat suïssa i degut al temor per les possibles represàlies contra Suïssa per part del terrorisme internacional, el negoci finalment no es va dur a terme. L'agost del 2008 els Estats Units va proposar un paquet d'ajuda militar a l'Iraq, el qual incloïa la darrera versió del M1 Abrams, helicòpters d'atac, blindats Stryker, sistemes de ràdio i comunicacions moderns, amb un valor estimat de 2.160 milions de dòlars. El desembre del mateix any, el govern nord-americà va aprovar un paquet d'ajuda addicional de 6.000 milions de dòlars per l'Iraq que incloïa 140 M1 Abrams addicionals, i més de 400 blindats de combat Stryker per a les unitats d'elit de l'Exèrcit de l'Iraq. El febrer de l'any 2009, l'alt comandament militar dels Estats Units va anunciar que farien més vendes d'armament a l'Iraq, per un valor d'almenys 5.000 milions de dolars.

### Armes
Segons un informe de l'any 2006, a l'Iraq hi havia més de 370.000 armes després de l'enderrocament del govern de Saddam Hussein. La manca d'un sistema efectiu de registre d'armes en mans de civils fa difícil establir-ne la procedència, i fa relativament senzilla l'adquisició d'armes curtes per part de les forces anti-governamentals, així com per part dels insurgents i de les milícies sectàries.

### Uniforme
El soldat iraquià està equipat amb diversos tipus d'uniformes que van des del camuflatge desèrtic, l'uniforme DEVGRU, l'uniforme dels Estats Units, o fins i tot l'uniforme de l'exèrcit jordà. Actualment la majoria dels reclutes porten un casc amb protecció balística, protectors balístics, i sistemes de ràdio moderns. El seu armament consisteix en les existències d'armes recuperades de la Guàrdia Republicana, és a dir; fusells AKM russos, rifles de franctirador PSG1 alemanys, fusells Tipus 56 xinesos, així com armament donat pels Estats Units, fusells d'assalt M16, així com la carabina M4. Les metralladores de les forces de seguretat són encara del model soviètic PKM, com a armament anti-blindats se segueix usant el sistema RPG.

## Vehicles

### Carros de combat
| Carro de combat | Tipus           | Quantitat | Foto |
| --------------- | --------------- | --------- | ---- |
| M1 Abrams       | Carro de combat | 140       |      |
| T-72            | Carro de combat | 125       |      |
| T-55            | Carro de combat | 92        |      |
| EE-9 Cascavel   | Carro de combat | 35        |      |
| Panhard AML     | Carro de combat | 10        |      |
| BMP-1           | Carro de combat | 363       |      |

### Defensa antiaèria
| Vehicle          | Tipus                        | Quantitat | Foto |
| ---------------- | ---------------------------- | --------- | ---- |
| ZSU-23-4         | Vehicle de defensa antiaèria | 10        |      |
| Pantsir-S1       | Vehicle de defensa antiaèria | 48        |      |
| AN/TWQ-1 Avenger | Vehicle de defensa antiaèria | 40        |      |
| ZU-23-2          | Canó antiaeri de 23mm        |           |      |

### Llança-cohets
| Vehicle    | Tipus                 | Quantitat | Foto |
| ---------- | --------------------- | --------- | ---- |
| BM-21 Grad | Vehicle Llança-cohets | 36        |      |

### Artilleria
| Vehicle       | Tipus                     | Quantitat | Foto |
| ------------- | ------------------------- | --------- | ---- |
| M109 howitzer | Artilleria autopropulsada | 49        |      |
| M198          | Canó de 155mm             | 76        |      |
| D-30          | Canó de 122mm             | 12        |      |

### Vehicles de combat blindats
| Vehicle                        | Tipus                     | Quantitat | Foto |
| ------------------------------ | ------------------------- | --------- | ---- |
| BTR-80                         | Vehicle de combat blindat | 98        |      |
| BTR-94                         | Vehicle de combat blindat | 50        |      |
| BTR-4                          | Vehicle de combat blindat | 420       |      |
| M113A2                         | Vehicle de combat blindat | 723       |      |
| M1117 Armored Security Vehicle | Vehicle de combat blindat | 264       |      |

### Vehicles 4x4
| Vehicle             | Tipus               | Quantitat | Foto |
| ------------------- | ------------------- | --------- | ---- |
| Humvee              | Vehicle tot terreny |           |      |
| Land Rover Defender | Vehicle tot terreny | 72        |      |
| Tarpan Honker       | Vehicle tot terreny |           |      |
| Reva                | Vehicle tot terreny | 200       |      |

## Graduació militar

### Generals
| 1 | Capità General | Capità General | 2 | Tinent General | Tinent General | 3 | General de Divisió | General de Divisió | 4 | General de Brigada | General de Brigada |

### Caps
| 5 | Coronel | Coronel | 6 | Tinent Coronel | Tinent Coronel | 7 | Comandant | Comandant |

### Oficials
| 8 | Capità | Capità | 9 | Tinent | Tinent | 10 | Alferes | Alferes |

### Sots-oficials
| 11 | Sergent | Sergent | 12 | Caporal 1a | Caporal 1a | 13 | Caporal 2a | Caporal 2a |

### Tropa
| 14 | Soldat 1a | Caporal | 15 | Soldat 2a | Soldat 1a |